# Ōmiya
Ōmiya és un districte de la ciutat de Saitama, a la prefectura de Saitama, al Japó. Fins al 2001 també va ser un municipi.
L'1 de maig de 2001, juntament amb els municipis de Urawa i Yono es van fusionar per a formar la nova ciutat de Saitama, la qual seria la nova capital prefectural.